# D-Alanina—(R)-lactato ligasa
La D-alanina—(R)-lactato ligasa (EC 6.1.2.1, VanA, VanB, VanD) es una enzima bacteriana que cataliza la siguiente reacción química:
Esta enzima posee el nombre sistemático D-alanina:(R)-lactato ligasa (formadora de ADP).
El producto de esta enzima puede ser incorporado al peptidoglicano pentapéptido en lugar del D-alanil-D-alanina dipéptido usual.